# Neoscaptia leucodera
Neoscaptia leucodera är en fjärilsart som beskrevs av Jordan 1905. Neoscaptia leucodera ingår i släktet Neoscaptia och familjen björnspinnare. Inga underarter finns listade i Catalogue of Life.